# Гойда, Нина Григорьевна
Ни́на Григо́рьевна Го́йда (укр. Ніна Григорівна Гойда; род. 2 сентября 1947 года, Борки, Черниговская область, УССР) — врач. Заслуженный врач Украины (1992). Доктор медицинских наук (2000), профессор (2004). Действительный член Академии наук высшего образования Украины. Лауреат Государственной премии Украины в области науки и техники (2006).

## Биография
В 1973 году окончила Черновицкий медицинский институт. Работала врачом. C 1983 г. работала в отделе охраны здоровья Хмельницкого облисполкома, в 1987—1992 годах — начальником там же.
В 1992—2003 годах работала в МОЗ Украины (от начальника Главного управления организации медицинской помощи детям и матерям до первого заместителя Государственного секретаря МОЗ Украины).
В 2000 г. защитила докторскую диссертацию, в 2002 г. — получила звание профессора.
В 2003—2016 годах — проректор в Национальной медицинской академии последипломного образования.
За научную разработку, организацию и внедрение системы санаторно-курортного оздоровления и лечения беременных на Украине 20 декабря 2006 года удостоена Государственной премии в области науки и техники.

## Награды
- Орден княгині Ольги 3-й степени (2007)[3];
- Орден княгині Ольги  2-й степени (2018)[4].